# 鬼馬飛人
《鬼馬飛人》，是由導演王晶執導，鍾鎮濤主演，1985年出品的香港喜劇电影。

## 劇情大綱
本片為王晶於1985年執導之喜劇，卡士強勁，星光熠熠，由鍾鎮濤、鍾楚紅、鄭則仕、夏文汐、李麗珍等主演。阿B鍾鎮濤飾演的中學體育教師，因誤服神藥，變成超人，憑藥力令球隊屢次創造奇蹟……

## 演员
| 演員   | 角色             | 備註 |
| 鍾鎮濤 | 徐時飛           | 英才中學足球教練，朱育乾之好友，鍾情Miss Cheung，後為其男友；因吃了劉班誤打誤撞做出的20分鐘超人藥變為超人                |
| 鍾楚紅 | Miss Cheung      | 英才中學老師，也是業餘的科幻小說家筆名衛斯我，時常幻想天馬行空的故事，後來懷疑徐時飛為超人，漸漸對其產生好感，後為其女友 |
| 王晶   | 劉班             | 29歲的超齡中學生，沒有自信，常被學校惡霸大個欺負，朱育乾的學生，鍾情同學嘟嘟，在誤打誤撞下調配出超人藥                   |
| 鄭則仕 | 朱育乾           | 英才中學化學老師，徐時飛之好友，與Miss Ma為歡喜冤家，後成為其男友；一直以來想要研究出厲害的藥品或實驗，但都屢屢失敗      |
| 夏文汐 | Miss Ma          | 英才中學英文老師，與朱育乾為歡喜冤家，後為其女友                                                                         |
| 李麗珍 | 嘟嘟             | 英才中學啦啦隊隊員，為劉班和大個鐘情之對象，也因為劉班的好有些許的好感，但其真正鍾情的為徐時飛                           |
| 曹查理 | 出版社編輯       | |
| 葉夏利 | 霍校監           | 英才中學校監，為人和善，唯一對學校的期望是可以贏足球決賽冠軍當作自己的七十大壽禮物                                       |
| 余慕蓮 | 校長             | 英才中學校長 |
| 高飛   | 陳菲力           | 超級反派，看上Miss Cheung想要佔有她，並且想搶奪超人藥為非做歹，後被朱育乾壓成侏儒                                        |
| 陳冠中 | 陳議員           | |
| 張堅庭 | 廣告導演         | |
| 陳友   | 藝城中學足球教練 | 徐時飛之死對頭，後因輸了比賽從此倒退走路、講話都用文言文                                                                 |
| 陳百祥 | 德寶中學足球教練 | 徐時飛之死對頭 |
| 文雋   | 英才中學籃球員   | 劉班之好友 |
| 冼灝英 | 大個             | 英才中學之惡霸，常因為劉班靠近嘟嘟而欺負他，後轉校到德寶中學                                                             |
| 徐錦江 | 外星人           | 是Miss Cheung所寫的小說《衛斯我》的反派角色                                                                              |
| 汪禹   | 餐廳顧客         | |
| 錢似鶯 | 廣告場記         | |
| 陳立品 | 學校打掃大嬸     | |

## 電影歌曲
| 曲別   | 歌曲                | 作曲   | 作詞           | 編曲   | 演唱           |
| ------ | ------------------- | ------ | -------------- | ------ | -------------- |
| 主題曲 | 《888支箭》（粵語） | 鍾鎮濤 | 林振強         | 盧東尼 | 鍾鎮濤、盧業瑂 |
| 主題曲 | 《愛的箭》（國語）  | 鍾鎮濤 | 林振強、林敏驄 | 盧東尼 | 鍾鎮濤、露雲娜 |

## 相關資料
- 開眼電影網上《鬼馬飛人》的資料（繁體中文）
- 豆瓣电影上《鬼馬飛人》的資料 （简体中文）
- 时光网上《鬼馬飛人》的資料（简体中文）
- 香港影庫上《鬼馬飛人》的資料（繁體中文）
- 互联网电影数据库（IMDb）上《鬼馬飛人》的资料（英文）